# Luis González Bravo

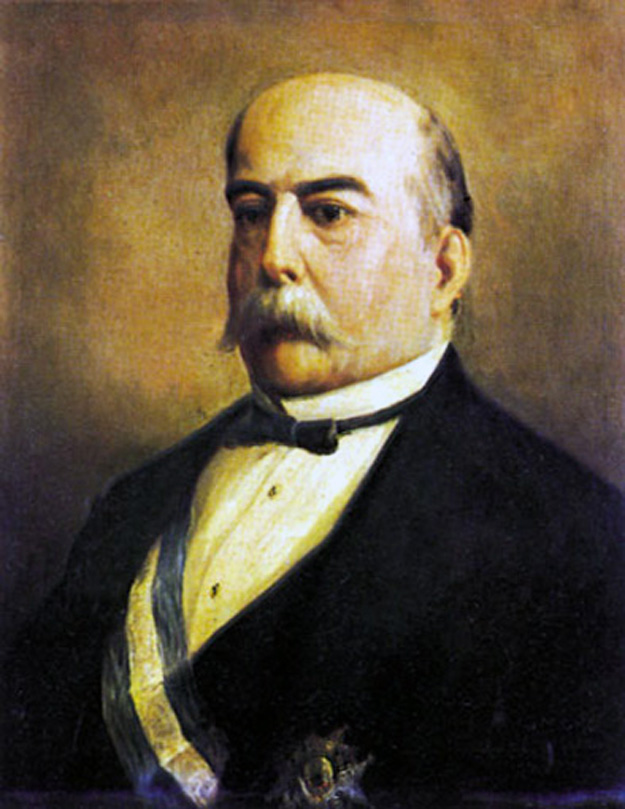
Luis González Bravo.

Luis González Bravo, född 8 juli 1811, död 1 september 1871, var en spansk politiker.
González Bravo var som ung advokat och radikal journalist i Madrid. Han gick under Baldomero Espartero över till moderados och blev, då denne störtats 1843–1844 chef för ministären. Åren 1864–1865 och 1866–1868 var González Bravo inrikesminister samt 1868 ministerpresident, och lät som sådan vidta en rad åtgärder som uppfattades som frihetsfientliga och framkallade därigenom i september 1868 en resning, som hade till följd, att han och drottning Isabella störtades.